# Acequia de Chirivella
La Acequia de Chirivella es una de las ocho acequias de la Vega de Valencia que están bajo la jurisdicción del Tribunal de las Aguas de la ciudad de Valencia (España).
Esta acequia es un brazo de la acequia de Mislata. Es por ello que en ocasiones a la acequia de Mislata se la suele nombrar como Mislata-Chirivella, pero la acequia de Chirivella tiene su propio síndico y sus propias ordenanzas desde el año 1.794